# Вангел Деребан
Вангел Александров Деребан (на македонска литературна норма: Вангел Деребан) е виден куюмджия (златар) от Република Македония.

## Биография
Роден е в 1920 година в Струга, тогава в Кралството на сърби, хървати и словенци. Принадлежи към големия български род Деребанови, известен с филигранните изработки на пафти, брошки. Вангел Деребан наследява семейната куюмджийска традиция и развива охридското филигранство. Носител е на престижната Светиклиментова награда.
Умира на 10 септември 2013 година в Охрид.